# مسجد عبد العليم صديق
مسجد عبد العليم صديق هو مسجد يقع في سنغافورة، بناء المسجد تم بمثابة اعتراف لجهود مولانا عبد العليم صديقي الخالدة في نشر الدين الإسلامي ورسالة السلام في سنغافورة وأماكن أخرى حول العالم.

## التاريخ
مولانا عبد العليم صديقي عمل جنبا إلى جنب مع ناشطين إسلاميين آخرين، وذهب في مهمة للعثور على قطعة أرض لغرض بناء مسجد، ثم دعا مولانا النشطاء المحليين لجمع الأموال اللازمة لشراء الأراضي وتحويل الأرض إلى مسجد، وقام بشراء الأرض في الخامس والعشرين من شهر فبراير عام 1953، ثم جمعت الأموال الازمة للبناء، وتم بناء المسجد في وقت لاحق على نفس قطعة الأرض.

## الإدارة
قامت جمعية مسلمي مالايا للدعوة بإدارة المسجد خلال سنواته الأولى بعد بنائه، ثم أوكلت إدارة المسجد من قبل لجنة شكّلت من قِبل سكان المنطقة، وبعد تنفيذ قانون إدارة عمل المسلمين تولت إدارة المسجد إلى المجلس الديني الإسلامي في سنغافورة، وحاليا يدار المسجد على يد مجموعة من المتطوعين يختارهم المجلس الديني الإسلامي في سنغافورة كأعضاء في مجلس إدارة المسجد.

## وصلات خارجية
- التجول الافتراضي لمسجد عبد العليم صديق
- الموقع الرسمي لمسجد عبد العليم صديق